# Atacurile de la Hebron din 1517
Atacurile de la Hebron din 1517 au avut loc în fazele finale ale Războiului otomano-mameluc (1516–1517), când otomanii turci i-au înlăturat pe mameluci și au preluat Siria otomană. Masacrul a vizat populația evreiască a orașului și este denumit și pogrom.

## Evenimente
O relatare a evenimentului, consemnată de Japheth ben Manasseh în 1518, menționează modul în care atacul a fost inițiat de trupele turcești conduse de Murad Bey⁠(d), adjunctul sultanului de la Ierusalim. Evreii au fost atacați, bătuți și violați, iar mulți au fost uciși în timp ce casele și afacerile lor au fost jefuite. S-a sugerat că poziția financiară stabilă a evreilor hebroniți din acea vreme a provocat soldații turci să-i jefuiască în masă. Alții sugerează că pogromul ar fi putut avea loc de fapt în mijlocul unui conflict localizat, o revoltă a mamelucilor împotriva noilor conducători otomani. Cei care au supraviețuit evenimentelor au fugit la Beirut, iar evreii s-au întors în Hebron 16 ani mai târziu, în 1533.